# Rafineria w Płocku

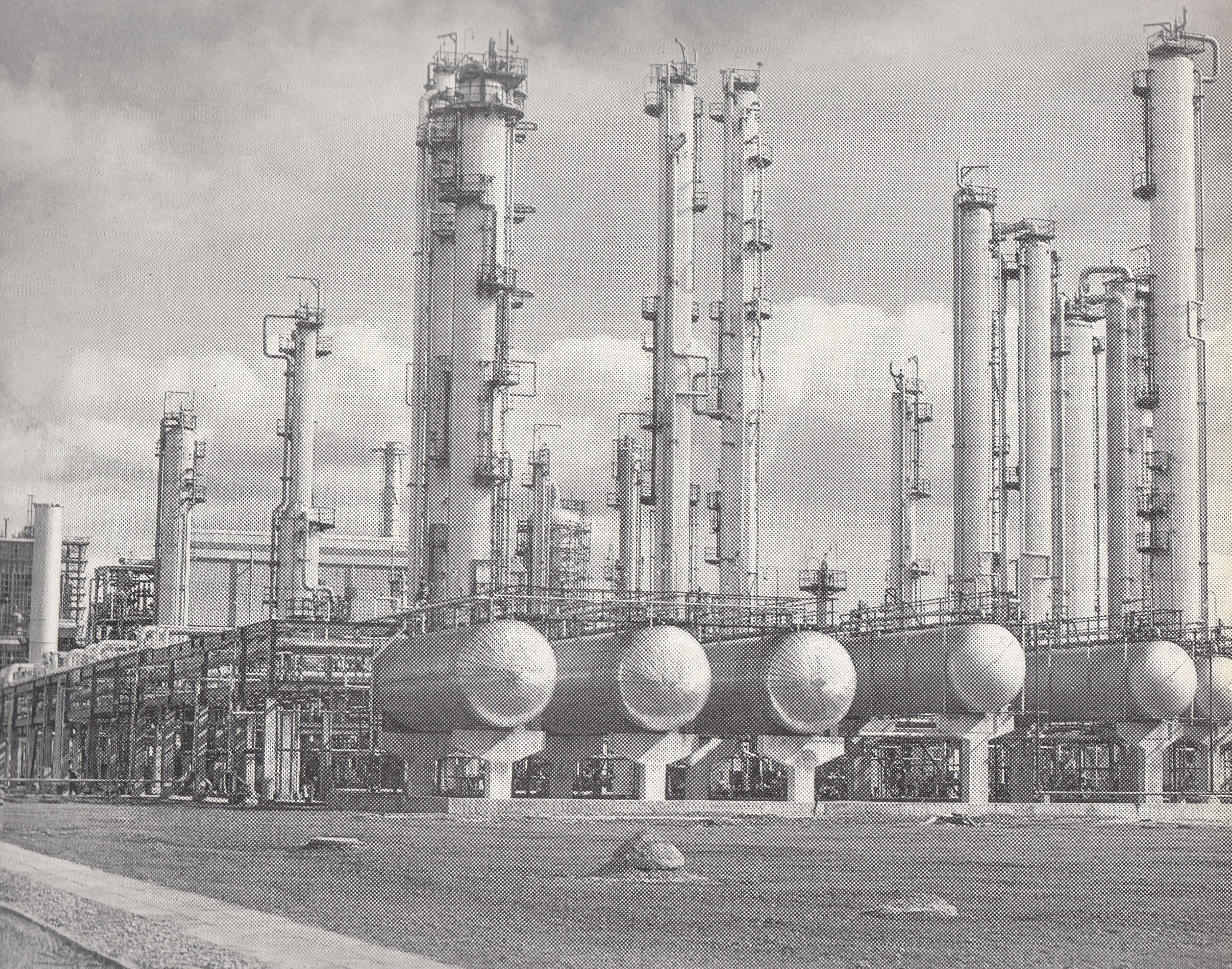
Mazowieckie Zakłady Rafineryjne i Petrochemiczne w Płocku, lata 70.

Rafineria w Płocku (Mazowieckie Zakłady Rafineryjne i Petrochemiczne w Płocku) – rafineria ropy naftowej należąca do Orlenu, zlokalizowana w Płocku, wybudowana w latach 1960–1965.

## Historia
Decyzję utworzenia Mazowieckich Zakładów Rafineryjnych i Petrochemicznych w Płocku podjął rząd PRL po analizach i ustaleniach Komitetu Ekonomicznego przy Radzie Ministrów na podstawie porozumień gospodarczych podjętych w ramach RWPG z Czechosłowacją, NRD, Węgrami oraz Związkiem Radzieckim.
Realizację inwestycji zaplanowano na lata 1960–1965 i według ówczesnych analiz ekonomicznych miała się ona finansowo zamortyzować już po 3–4 latach. Według szacunków rządowych koszt budowy rafinerii w Płocku wynieść miał 4,9 mld złotych, a zakładu petrochemicznego 5,1 mld. Łącznie z polskim odcinkiem rurociągu doprowadzającym ropę do Płocka, którego koszt wynosił 1,8 mld, całość inwestycji kosztowała w sumie 12 mld złotych.
O lokalizacji w Płocku zadecydowały: korzystna konfiguracja terenu, dogodny węzeł komunikacyjny (kolej, droga wodna na Wiśle, sieć drogowa), a także korzystna róża wiatrów oraz odpowiednia ilość wody potrzebnej w procesach chemicznych.
Zakład zużywa wielkie ilości wody. Według obliczeń z lat 60. kombinat zużywał jej 4 m³ na sekundę, czyli 15 000 m³ na godzinę, co w sumie daje 360 000 m³ na dobę, czyli więcej niż miasto Warszawa, która w 1960 roku zużywała dobowo ok. 200 000 m³.

## Współczesność
Zakład produkcyjny ORLEN SA w Płocku o mocach przerobowych 16,3 mln t/rok jest jednym z największych i najnowocześniejszych zakładów produkujących wyroby petrochemiczne na terenie Europy Środkowo-Wschodniej. Obiekt sklasyfikowany został jako Super-Site. Proces produkcyjny przebiega z wykorzystaniem instalacji olefin, o mocach wytwórczych około 700 tys. ton etylenu i około 380 tys. ton propylenu. Modernizacja obiektu rozpoczęła się w 2002 r., a jej wykonawcą była firma ABB Lummus. Koszt modernizacji wyniósł 245 mln euro.
W 2018 rozpoczęto zatwierdzono plan dotyczący rozbudowy rafinerii o instalację Olefiny III. Instalacja ta miała powstać do 2024 roku, później termin przesunięto na 2027 r. Wykonawca w zakresie instalacji podstawowych to konsorcjum firm Hyundai Engineering oraz Técnicas Reunidas. Główny element inwestycji to nowy kraker parowy, którego planowane moce produkcyjne wynoszą 740 tys. ton etylenu i 340 tys. ton propylenu rocznie.